# Школа Кайті
36°14′36″ пн. ш. 137°58′06″ сх. д. / 36.24333333° пн. ш. 137.96833333° сх. д.
Шко́ла Ка́йті (яп. 開智学校, かいちがっこう, МФА: [kai̯t͡ɕi gak̚.koː]) — найстаріша початкова школа в Японії. Розташовувалася в місті Мацумото префектури Наґано. Відкрилася 1873 року. Виникла на основі удільної школи Мацумото. Будівля школи, зведена у псевдо-європейському стилі, завершена 1876 року. На час відкриття називалася Початкова школа Кайті № 1. Належала до 1-го району середньої школи 2-го університетського району префектури Тікума. 1965 року закрита й перетворена на музей, що експонує матеріали, пов'язані з освітою періоду реставрації Мейдзі. В школі збереглися парти, канцелярське приладдя, документи кінця 19 століття. Будівля і матеріали школи-музею належать до цінних національних культурних пам'яток Японії.

## Галерея

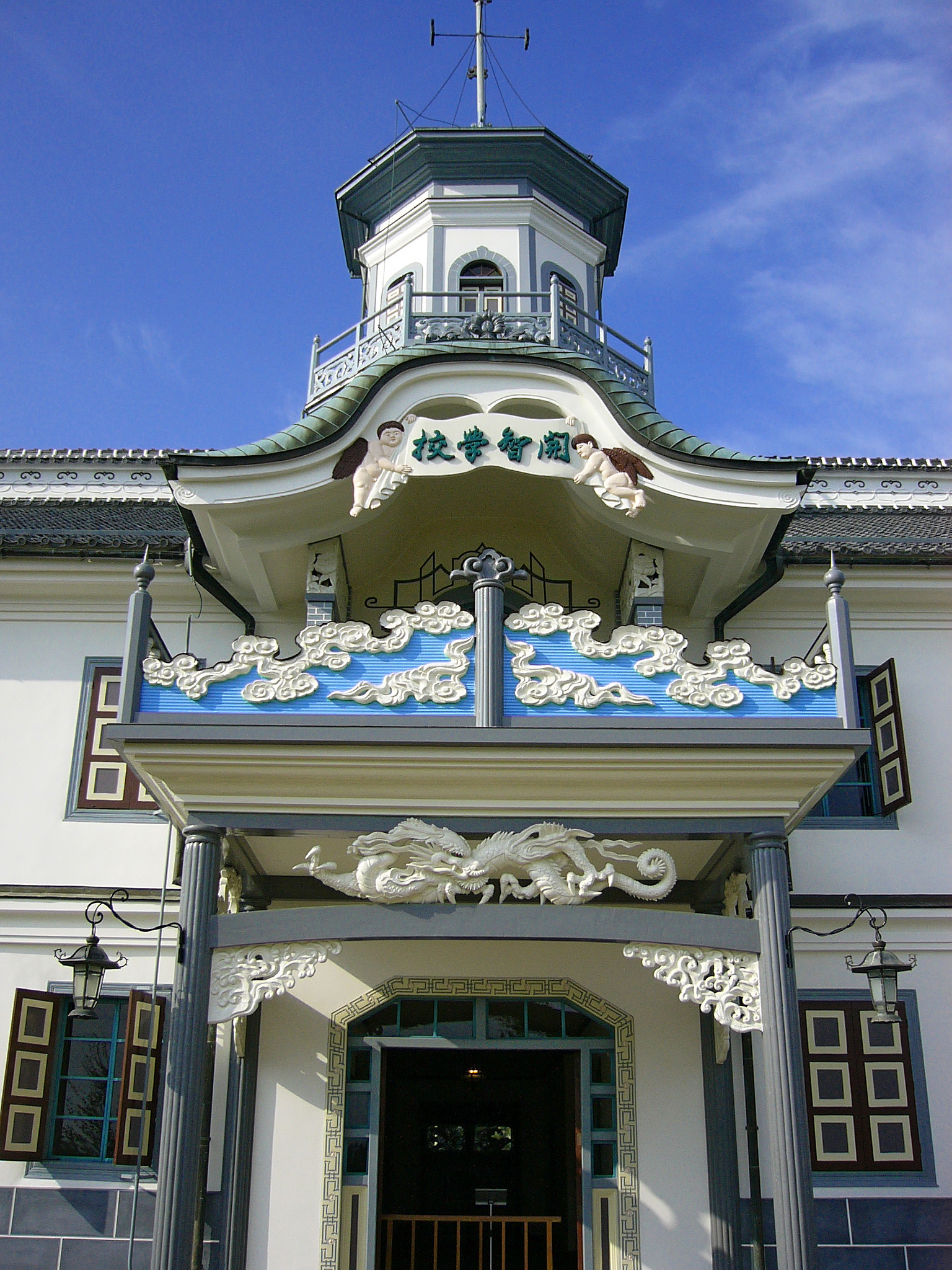
Вхід
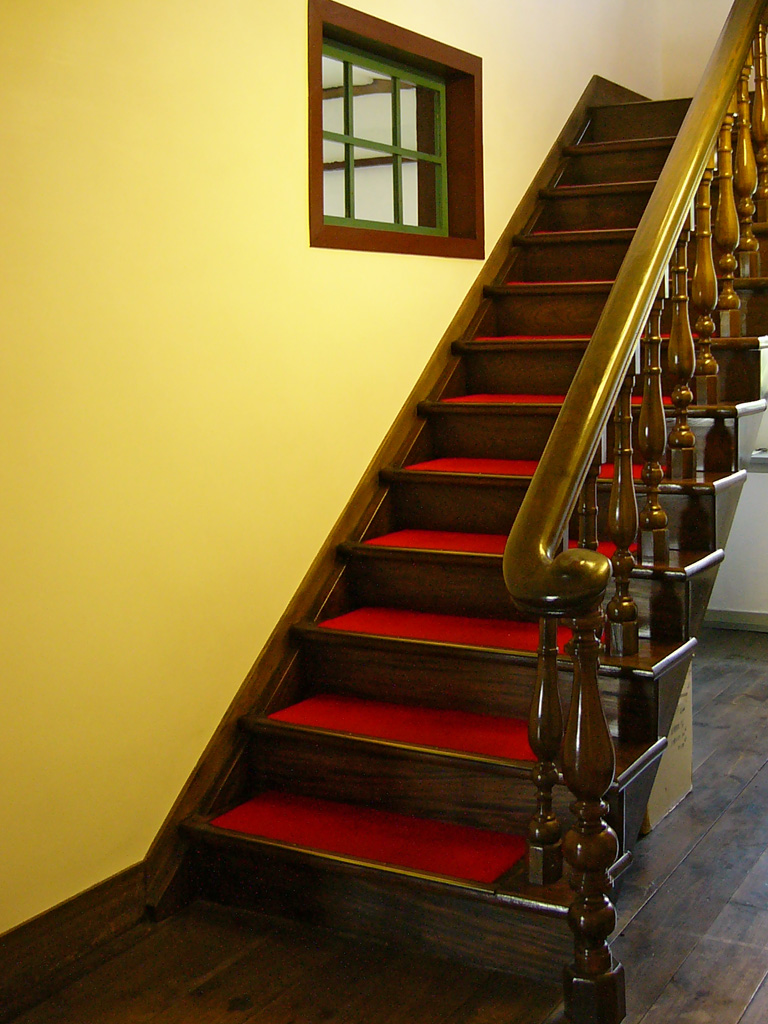
Сходи
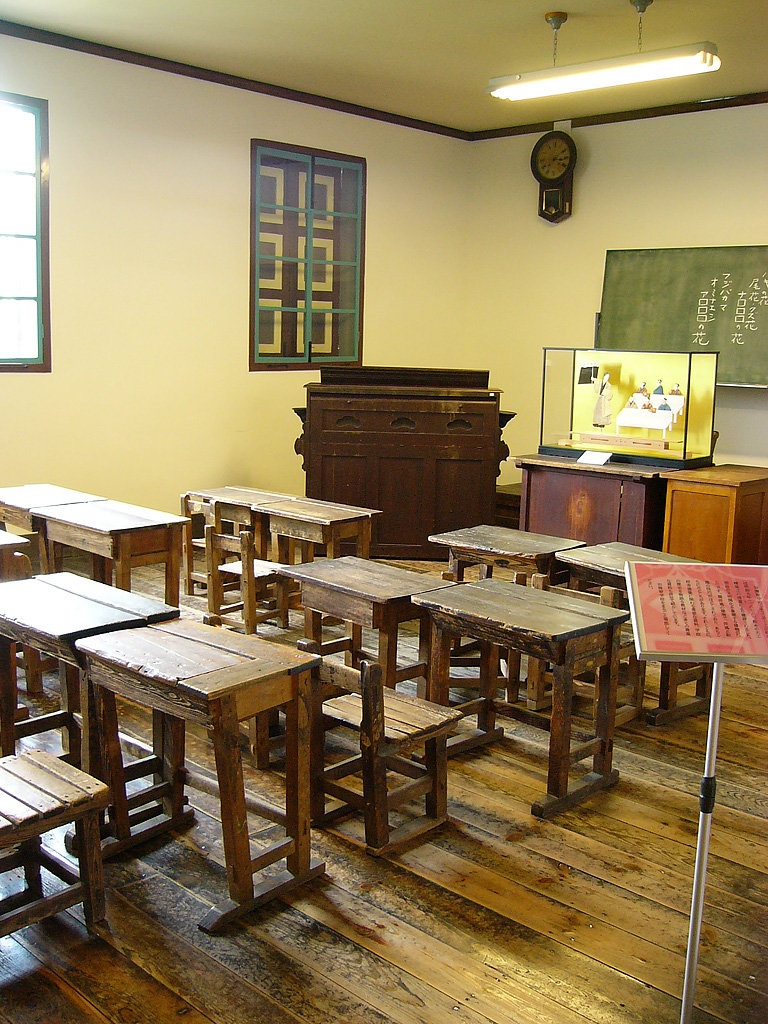
Клас
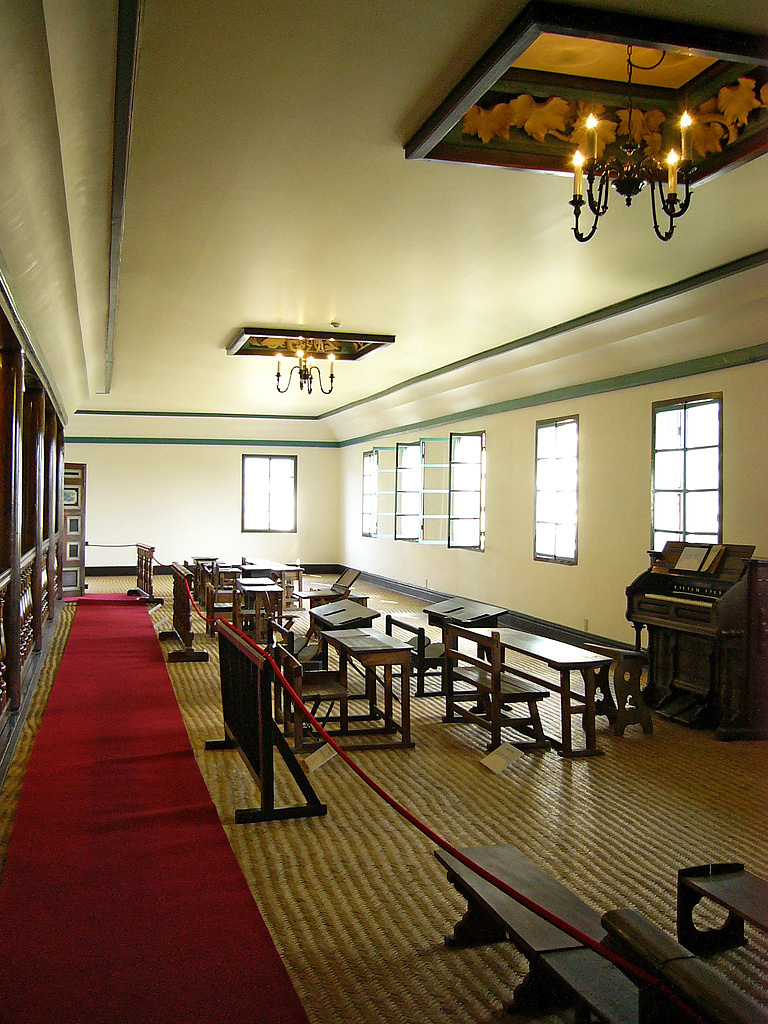
Актовий зал